# Eretriai Akhaiosz
Eretriai Akhaeusz (i. e. 5. század) görög tragédiaköltő
Szophoklész ifjabb kortársa volt, a 74. olimpiász idején (i. e. 484 – i. e. 481) született. Euripidésszel versenyzett, s kiváltképp a szatírjátékban tűnt ki. A Szuda-lexikon szerint 24, 30 vagy 44 drámát írt, és csak egyetlenegyszer tudott a drámaversenyeken győzni. 19 darabjának ismerjük a címét. Az alexandriai tudósok Khioszi Iónnal együtt a három nagy tragikus költő mellé (Aiszkhülosz, Euripidész, Szophoklész) sorolták, stílusa Athénaiosz szerint díszes, ám itt-ott homályos. Munkáiból ránk csak töredékek maradtak.